# Jacques Chagnon

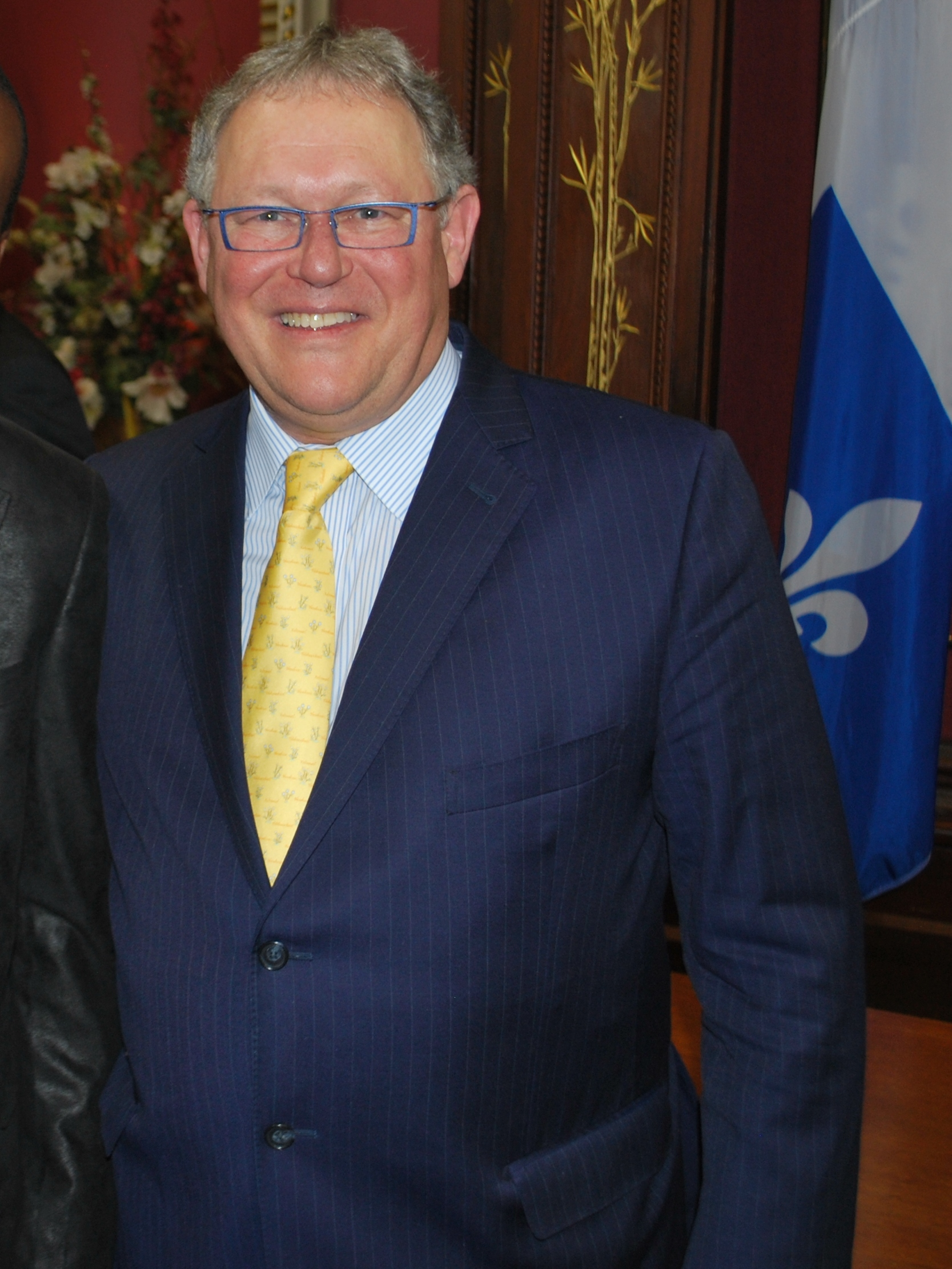
Jacques Chagnon (2013)

Jacques Chagnon (* 28. August 1952 in Montreal) ist ein ehemaliger Politiker der Parti libéral du Québec, der Minister in verschiedenen Regierungen der Provinz Québec sowie von 2011 bis 2018 Präsident der Nationalversammlung von Québec war.

## Leben
Sohn von Paul-Henri Chagnon, einem Direktor von CBC/Radio-Canada, und der Bibliotheksassistentin Madeleine Dion, absolvierte nach dem Besuch des Collège Dawson ein Studium der Fächer Politikwissenschaft mit dem Schwerpunkt öffentliche Verwaltung an der Concordia University, welches er 1975 mit einem Bachelor beendete. 1975 wurde er zunächst Kommissar der Schulbehörde von Saint-Exupéry und kurz darauf Mitglied des Rates der Kommissare von Chambly. Daneben absolvierte er zwischen 1975 und 1977 ein postgraduales Studium der Fächer Politikwissenschaft und Recht an der Universität Montreal. Im Anschluss wurde er 1978 Mitglied des Exekutivausschusses im Vorstand der Regionalschule von Chambly, wo er zunächst bis 1981 Verantwortlicher für den Ausschuss für Verwaltungsangelegenheiten war. Zugleich war er zwischen 1979 und 1981 erst Vizepräsident und danach von 1981 bis 1985 Präsident der Regionalschule von Chambly. Daneben engagierte er sich zwischen 1982 und 1985 als Generalpräsident der édération des commissions scolaires catholiques du Québec, des Verbandes der katholischen Schulbehörden von Quebec.

### Politische Laufbahn
Bei der Wahl am 2. Dezember 1985 wurde Chagnon für die Parti libéral du Québec im Wahlkreis „Saint-Louis“ erstmals zum Mitglied der Nationalversammlung von Québec gewählt und konnte sich dabei gegen den bisherigen langjährigen liberalen Wahlkreisinhaber und nunmehrigen parteilosen Kandidaten Harry Blank durchsetzen. Er vertrat den Wahlkreis „Saint-Louis“ nach seiner Wiederwahl am 25. September 1989 bis zu dessen Auflösung zur Wahl am 12. September 1994. Bei der Wahl am 12. September 1994 wurde er im neu geschaffenen Wahlkreis „Westmount-Saint-Louis“ erneut zum Mitglied der Nationalversammlung gewählt und gehörte dieser nach seinen Wiederwahlen am 30. November 1998, 14. April 2003, 26. März 2007, 8. Dezember 2008, 4. September 2012 sowie am 7. April 2014 bis zu seinem Verzicht auf eine erneute Kandidatur bei der Wahl am 1. Oktober 2018 fast 33 Jahre lang an. Bei der Wahl am 1. Oktober 2018 wurde seine Parteifreundin Jennifer Maccarone zur neuen Abgeordneten für den Wahlkreis „Westmount-Saint-Louis“ gewählt.
Während der zweiten Regierungszeit von Premierminister Robert Bourassa übernahm Jacques Chagnon verschiedene untergeordnete Regierungsfunktionen und war zunächst vom 5. Februar 1986 bis zum 9. August 1989 Parlamentarischer Assistent des Beigeordneten Ministers für Verwaltung sowie anschließend zwischen dem 29. November 1989 und dem 25. Januar 1994 Parlamentarischer Assistent des Beigeordneten Ministers für Verwaltung und öffentlichen Dienst. Im darauf folgenden Kabinett von Premierminister Daniel Johnson, Jr. übernahm er vom 11. Januar bis zum 26. September 1994 die Posten als Bildungsminister und zuständiger Minister für die Charta der französischen Sprache.

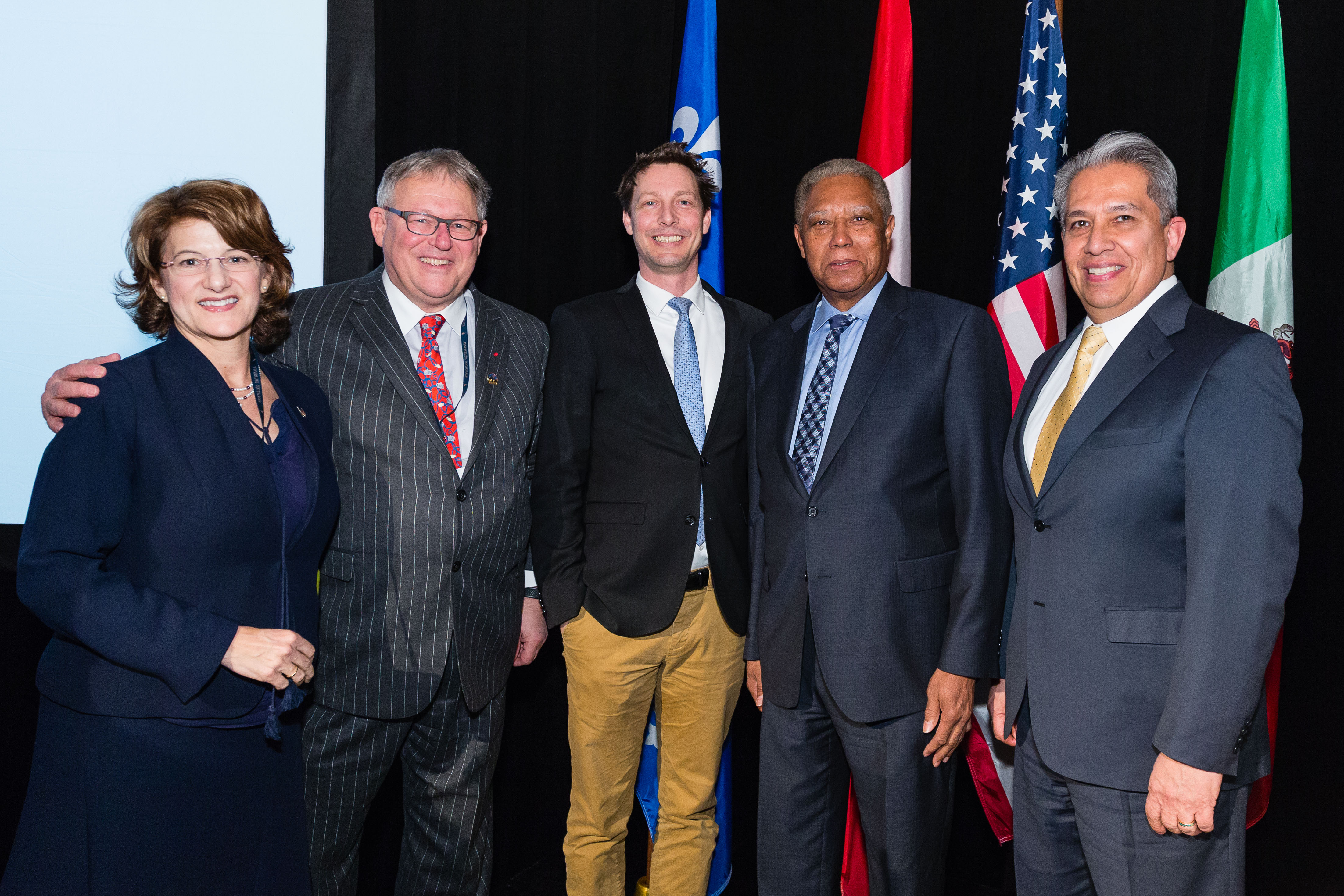
Jacques Chagnon (2.v.l.) bei der International Trade Legislative Conference 2018

Nach der Niederlage der Liberalen Partei bei der Wahl am 12. September 1994 war Chagnon zunächst zwischen Oktober 1994 und April 1997 stellvertretender Vorsitzender  des Haushalts- und Verwaltungsausschusses sowie im Anschluss vom 10. April 1997 bis zum 28. Oktober 1998 Präsident des Ausschusses für öffentliche Verwaltung. Zugleich fungierte er zwischen August 1996 und dem 12. März 2003 in der Opposition als Vorsitzender der liberalen Fraktion. Nach dem neuerlichen Wahlsieg der Parti libéral übernahm er vom 29. April 2003 bis zum 18. Februar 2005 im Kabinett von Premierminister Jean Charest das Amt als Minister für öffentliche Sicherheit. Er war zwischen dem 8. Mai 2007 und dem 4. April 2011 Zweiter Vizepräsident der Nationalversammlung. Im Anschluss wurde er während der 39. Legislaturperiode als Nachfolger seines Parteifreundes Yvon Vallières am 5. April 2011 Präsident der Nationalversammlung bekleidete des Amt während der 40. und der 41. Legislaturperiode bis zum 27. November 2018, woraufhin zu Beginn der 42. Legislaturperiode François Paradis von der Coalition Avenir Québec (CAQ) neuer Präsident der Nationalversammlung.

## Auszeichnungen
Am 1. Dezember 2017 wurde Jacques Chagnon für seine Verdienste um die länderübergreifende Zusammenarbeit zwischen Bayern und Québec die Bayerische Verfassungsmedaille in Gold verliehen.